# Araripesuchus buitreraensis
Araripesuchus buitreraensis es una especie de crocodilomorfo notosuchio de tamaño mediano (medio metro a un metro de largo anteroposterior) de hábitos terrestres. Pertenece al género Araripesuchus el cual se incluye dentro de los Uruguaysuchidae. Araripesuchus buitreraensis vivió a finales del período Cretácico, hace aproximadamente 99 a 96 millones de años, en el norte de la Patagonia, Argentina y sus restos fueron encontrados en la localidad La Buitrera, Provincia de Río Negro. La especie fue hallada en estratos de la Formación Candeleros (subgrupo Río Limay) de edad Cenomaniense (Cretácico superior). Uruguaysuchidae está formado por 9 especies, 7 de las cuales pertenecen al género Araripesuchus: A. wegeneri y A. rattoides (descubiertas en Níger), A. tsangatsangana (descubierta en Madagascar), A. gomesii (descubierta en Brasil), A. manzanensis y  A. patagonicus (otras 2 especies descubiertas en Argentina, una de las cuales proveniente de La Buitrera).

## Descubrimiento
Este cocodrilo notosuquio fue encontrado en la localidad La Buitrera hacia fines de la década de 1990, en la Formación Candeleros (Cenomaniense-Turoniense). Estos afloramientos se encuentran a 30 km de Cerro Policía en Río Negro (noroeste de la Patagonia). El conjunto faunístico de esta localidad incluye driolestoideos, terópodos, crocodiliformes, serpientes, esfenodontos y restos de ranas y peces. La Formación Candeleros, en Neuquén, se caracterizaba por una diversa fauna que incluía saurópodos titanosaurios y diplodocoideos, terópodos carcharodontosáuridos, quélidos, anuros pipoideos y el crocodiliforme Araripesuchus patagonicus. Sin embargo, la fauna de La Buitrera difiere de otros tipos de fauna, que incluye abundantes restos de vertebrados pequeños. El término Buitreraensis hace referencia al lugar donde se encontró el espécimen, en la localidad La Buitrera.

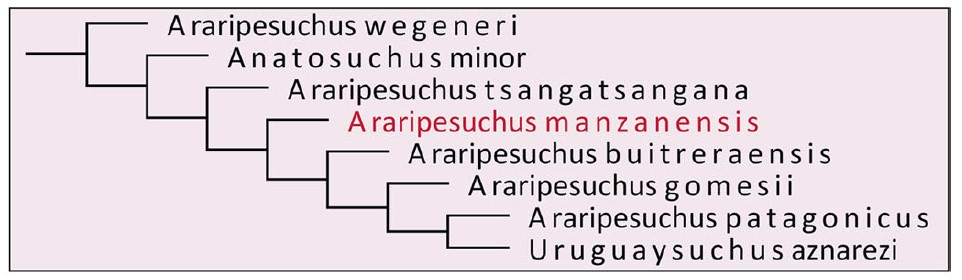
Cladograma de Uruguaysuchidae (Fernández Dumont et al., 2024)

## Taxonomía
La especie Araripesuchus buitreraensis comparte características filogenéticas con el clado Uruguaysuchidae.  Entre las características diagnósticas que permiten diferenciar esta especie de otras del mismo grupo, se pueden destacar la maxila con 7 dientes, una cresta media en la superficie dorsal del frontal, frontales que se extienden dentro de la fenestra supratemporal, superficie dorsal del parietal angosta entre las fenestras supratemporales, bordes elevados a lo largo de los márgenes posteriores y medios de la fenestra supratemporal, los flancos pterigoideos neumáticos, el septo coanal con forma de T en sección transversal, dividiendo completamente la abertura coanal, la superficie ventral de este septo mantiene su ancho en la sección anterior y media, el palpebral anterior es subrectangular con un margen posterior sinusoidal, el dentario posee una concavidad lateral para la recepción de un diente maxilar grande, entre otras características. El ejemplar encontrado en La Buitrera (MPCA-Pv 235), el cual corresponde al holotipo de la especie, es considerablemente diferente a todos los ejemplares de Araripesuchus patagonicus. Por ejemplo, en la especie A. patagonicus, el hueso frontal no se extiende hasta la fosa supratemporal, y el hueso parietal se articula con el postorbital en la abertura. En cambio, en el ejemplar MPCA-Pv 235, el hueso frontal se extiende hasta la fosa supratemporal, que a su vez llega hasta el margen de la fenestra supratemporal e impide que se forme una superficie de contacto entre el hueso parietal y el postorbital. En cuanto a la forma general del cerebro del Araripesuchus buitreraensis, presenta una gran similitud con la especie Araripesuchus wegeneri y se diferencia considerablemente de Alligator y Anatosuchus. Aunque los hemisferios cerebrales están menos comprimidos dorsoventralmente que en las especies africanas, el seno que los separa está bien marcado. Este análisis filogenético permite demostrar que Araripesuchus es un clado basal de los mesoeucrocodilios, dentro del cual los taxones sudamericanos se asemejan más entre sí que a la especie Araripesuchus wegeneri, perteneciente al Cretácico inferior de África.